# مرد ارتشی سوئیسی
مرد همه فن حریف (به انگلیسی: Swiss Army Man) یک فیلم آمریکایی محصول سال ۲۰۱۶ در ژانر کمدی-درام با بازی پل دِینو و دنیل ردکلیف است که توسط دان کوان و دنیل شینرت نوشته و کارگردانی شده است.
دِینو نقش «هنک» را بازی می‌کند؛ مردی که پس از گم شدن در یک جزیره سعی در خودکشی دارد که جسد مردی (ردکلیف) را در کنار ساحل می‌بیند. او با جسد نوعی پیوند دوستی تشکیل می‌دهد و درمی‌یابد که می‌تواند از جسد مانند یک چاقوی چندمنظورهٔ سوئیسی استفاده کند و در نهایت به‌تدریج به آن جان می‌بخشد.